# Parapallene bermudensis
Parapallene bermudensis là một loài nhện biển trong họ Callipallenidae. Loài này thuộc chi Parapallene. Parapallene bermudensis được miêu tả khoa học năm 1949 bởi Lebour.